# Juli-Medaille (1830)

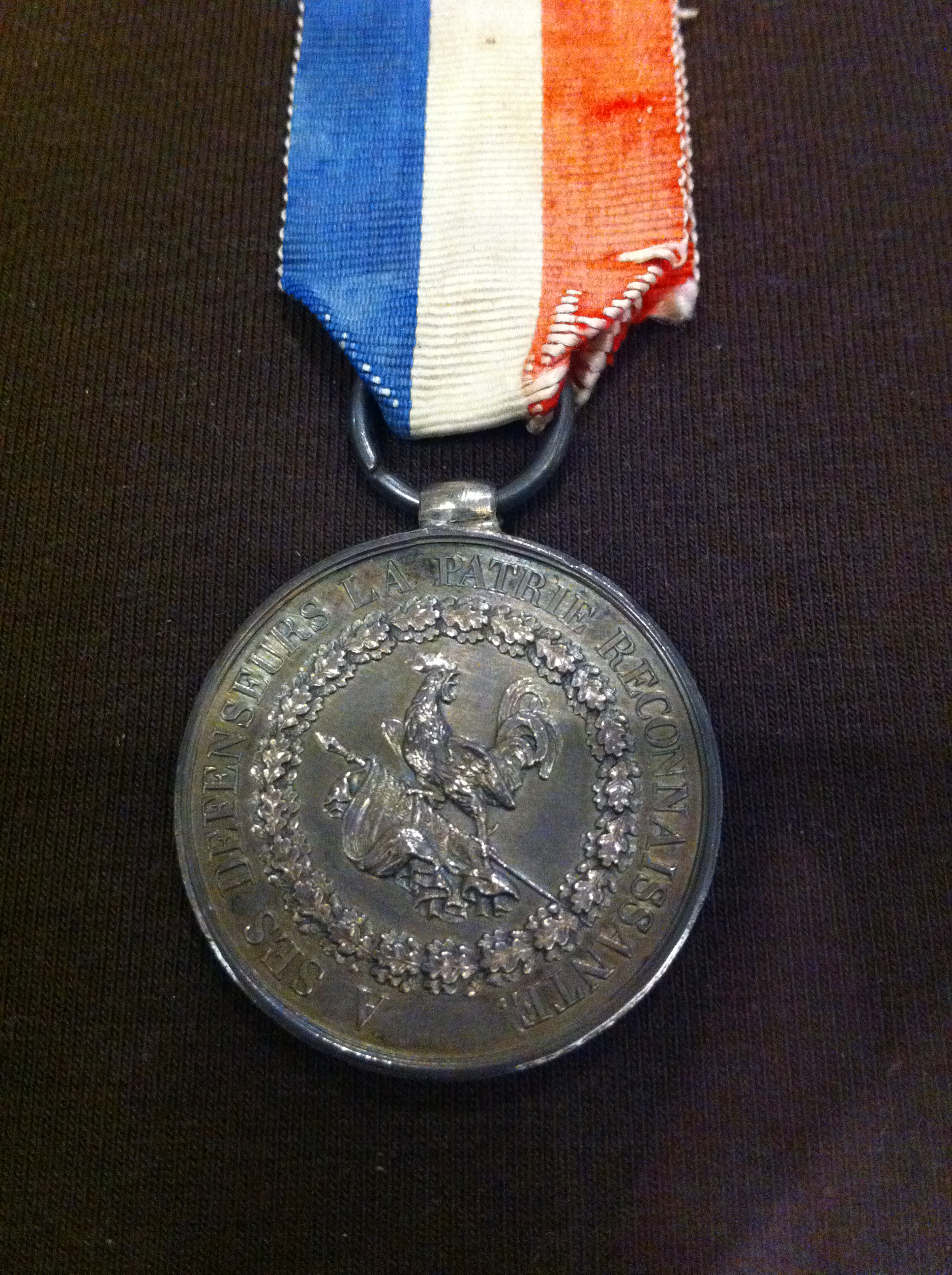
Juli-Medaille (Avers)

Die Juli-Medaille (frz. Médaille de Juillet) war eine durch König Ludwig Philipp I. gestiftete Auszeichnung für die Teilnehmer der Juli-Revolution. Die Verteilung der Medaille erfolgte ab dem 13. Mai 1831. In dem gemachten Gesetzentwurf vom 9. Oktober 1830 war sie mit dem Juli-Kreuz entworfen worden.

## Aussehen
Die Medaille ist aus Silber gefertigt und zeigt im Avers den Gallischen Hahn auf der französischen Fahne stehend. Diese Darstellung ist von einem dichten Eichenlaubkranz umschlossen, über der sich die Inschrift A SES DEFENSEURS LA PATRIE RECONNAISANTE (Das dankbare Vaterland seinen Verteidigern) findet. Das Revers zeigt drei ineinander verschlungene Lorbeerkränze, mit den Zahlen 27 28 29. Um das Kranzgebilde herum die Worte PATRIE LIBERTE JULLET 1830.

## Ordensband
Das Ordensband, an dem die Auszeichnung getragen wurde, ist in den Nationalfarben gehalten, also ein rot-weiß-blaues Band.